# Dendrobium brevicaudum
Dendrobium brevicaudum là một loài thực vật có hoa trong họ Lan. Loài này được D.L.Jones & M.A.Clem. mô tả khoa học đầu tiên năm 1994.